# Tweede Tussenperiode
De Tweede Tussenperiode (ca. 1793 - 1550 v.Chr.) is de periode die volgt op het Middenrijk en bestrijkt de 13e, 14e, 15e, 16e en 17e dynastie van Egypte. Ze wordt gekenmerkt door de teloorgang van de gecentraliseerde staat en de overheersing van de Hyksos, een Semitische stam.
De overgang van de 12e naar de 13e dynastie verliep geleidelijk. De heersers van de 13e dynastie waren zwakker en minder invloedrijk dan die van de 12e dynastie. Tijdens 13e dynastie die ongeveer 150 jaar duurde, regeerden een zeventigtal koningen en koninginnen over het oude Egypte. Een opvallend element was de influx van immigranten uit Palestina. Deze immigranten lijken voorlopers te zijn geweest van de grote immigrantengroep uit Palestina die zich later in de oostelijke Nijldelta vestigde. Rond 1640 v.Chr. werd de 13e dynastie omvergeworpen door een groep buitenlanders die in latere tijd Hyksos genoemd werden, een Griekse vorm van het Egyptische woord 'hekaw chasut', oftewel 'heersers van buitenlandse gebieden'. De Hyksos stichtten hun hoofdstad Avaris in de oostelijke Nijldelta. De Hyksos-dynastie werd gesteund door krachtige prinsen en vazallen die de 16e dynastie vormden.
De 17e dynastie, die gevestigd was in de zuidelijke stad Thebe, wist zich tijdens de regering van de Hyksos in het zuiden te handhaven. Aanvankelijk volgden de Thebaanse koningen een vredespolitiek ten opzichte van hun machtige noorderburen. Onder Antef VII is het Thebaanse rijk duidelijk in kracht aan het toenemen. Zijn opvolgers braken met de Hyksos en zo begon een strijd om de macht die geruime tijd zou duren en die uiteindelijk met gehele verdrijving van de Hyksos beslecht zou worden door Ahmose, de grondlegger van de 18e dynastie.

## Tijdlijn
- Groenelijn is inheemse dynastie; Rodelijn is buitenlandse dynastie.